# Armon Watts
Armon Watts (22 luglio 1996) è un giocatore di football americano statunitense che milita nel ruolo di defensive tackle per i New England Patriots della National Football League (NFL).

## Carriera

### Minnesota Vikings
Watts fu scelto nel corso del sesto giro (190º assoluto) del Draft NFL 2019 dai Minnesota Vikings. Debuttò come professionista il 10 novembre 2019 subentrando nella gara contro i Dallas Cowboys e mettendo a segno un sack condiviso con il compagno Everson Griffen sul quarterback Dak Prescott. Il 31 dicembre 2019 fu inserito in lista infortunati, chiudendo la sua stagione da rookie con 13 tackle e 1,5 sack in 7 presenze, una delle quali come titolare. Nel 2021 ebbe la sua miglior stagione sino a quel momento, terminando con 5 sack e 2 fumble forzati.

### Chicago Bears
Il 31 agosto 2022 Watts firmò con i Chicago Bears.

### Pittsburgh Steelers
Il 12 aprile 2023 Watts firmò con i Pittsburgh Steelers.

### New England Patriots
Il 15 marzo 2024 Watts firmò con i New England Patriots.